# Zaragoza Corla
La Zaragoza Corla fue un modelo de pistola semiautomática fabricado en 2 versiones por la empresa mexicana "Fábrica de armas Zaragoza".

## Antecedentes
Fábrica de Armas Zaragoza fue fundada en 1956 en Ciudad de México por José Zaragoza y su hermano Andrés Zaragoza. En sus inicios se crearon prototipos de rifles monotiro calibre .22, escopetas monotiro en diferentes calibres y rifles .22 con cargador extraíble.
La primera arma en salir oficialmente al mercado fue una pistola calibre .22 con una longitud total de 6.5 pulgadas, la cual fue llamada "Corla" en homenaje a los principales proveedores de la fábrica: Córdoba y Larios; posteriormente se decidió crear un modelo con mayores dimensiones, debido a que el primer modelo presentaba problemas con el retroceso, y naciendo así la versión larga, con una longitud total de 7.5 pulgadas.

## Variantes
Versión corta
Primer pistola de la Fábrica de Armas Zaragoza con una longitud total de 6.5 pulgadas. Contaba con un grabado en el lado derecho de la corredera el cual consistía en la Pirámide del Sol de Teotihuacán y al fondo los volcanes Popocatépetl e Iztaccíhuatl, e inicialmente se planeaba llamar "Azteca", sin embargo se prefirió el nombre de "Corla" por los motivos explicados anteriormente. Se produjeron 65 ejemplares de esta versión.
Versión larga
La versión corta presentó problemas de retroceso, por lo que se hizo una versión con dimensiones ligeramente aumentadas, teniendo ahora una longitud total de 7.5 pulgadas. Esta versión ya no cuenta con el grabado de la pirámide y los volcanes en la corredera y se produjeron 1,150 ejemplares.